# AGTR1
AGTR1 (Angiotenzinski II receptor, tip 1, AT1 receptor) je angiotenzinski receptor. On ima simpatomimetičko dejstvo i reguliše sekreciju aldosterona. On je značajan efektor kontrole krvnog pritiska i zapremine u kardiovaskularnom sistemu. Antagonisti angiotenzin II receptora su lekovi za hipertenziju, dijabetesnu nefropatiju i srčanu insuficijenciju. AGTR1 je najbolje istraženi angiotenzinski receptor.

## Mehanizam
Angiotenzinski receptori se aktiviraju vazokonstriktivnim peptidom angiotenzin II. Aktivirani receptor se spreže sa , aktivira fosfolipazu C i povišava koncentraciju citosolnog , čime se zatim inicira ćelijski respons kao što je stimulacija proteinske kinaze C. Aktivirani receptor takođe inhibira adenilat ciklazu i razne tirozinske kinaze.

## Literatura
1. ↑  Higuchi S, Ohtsu H, Suzuki H, Shirai H, Frank GD, Eguchi S (2007). „Angiotensin II signal transduction through the AT1 receptor: novel insights into mechanisms and pathophysiology”. Clin. Sci. 112 (8): 417—28. PMID 17346243. doi:10.1042/CS20060342.

## Dodatna literatura
- Matsusaka T, Ichikawa I (1997). „Biological functions of angiotensin and its receptors.”. Annu. Rev. Physiol. 59: 395—412. PMID 9074770. doi:10.1146/annurev.physiol.59.1.395.
- AM, Allen; Moeller I; Jenkins TA (1998). „Angiotensin receptors in the nervous system.”. Brain Res. Bull. 47 (1): 17—28. PMID 9766385. doi:10.1016/S0361-9230(98)00039-2.
- C, Berry; Touyz R; Dominiczak AF (2002). „Angiotensin receptors: signaling, vascular pathophysiology, and interactions with ceramide.”. Am. J. Physiol. Heart Circ. Physiol. 281 (6): H2337—65. PMID 11709400.
- Arima S, Ito S (2001). „New insights into actions of the renin-angiotensin system in the kidney: concentrating on the Ang II receptors and the newly described Ang-(1—7) and its receptor.”. Semin. Nephrol. 21 (6): 535—43. PMID 11709801. doi:10.1053/snep.2001.26792.
- Stowasser M, Gunasekera TG, Gordon RD (2002). „Familial varieties of primary aldosteronism.”. Clin. Exp. Pharmacol. Physiol. 28 (12): 1087—90. PMID 11903322. doi:10.1046/j.1440-1681.2001.03574.x.
- Padmanabhan N, Padmanabhan S, Connell JM (2002). „Genetic basis of cardiovascular disease--the renin-angiotensin-aldosterone system as a paradigm.”. Journal of the renin-angiotensin-aldosterone system : JRAAS. 1 (4): 316—24. PMID 11967817. doi:10.3317/jraas.2000.060.
- Thibonnier M, Coles P, Thibonnier A, Shoham M (2002). „Molecular pharmacology and modeling of vasopressin receptors.”. Prog. Brain Res. 139: 179—96. PMID 12436935. doi:10.1016/S0079-6123(02)39016-2.
- Elton TS, Martin MM (2003). „Alternative splicing: a novel mechanism to fine-tune the expression and function of the human AT1 receptor.”. Trends Endocrinol. Metab. 14 (2): 66—71. PMID 12591176. doi:10.1016/S1043-2760(02)00038-3.
- Saavedra JM, Benicky J, Zhou J (2007). „Mechanisms of the Anti-Ischemic Effect of Angiotensin II AT( 1 ) Receptor Antagonists in the Brain.”. Cell. Mol. Neurobiol. 26 (7-8): 1099—111. PMID 16636899. doi:10.1007/s10571-006-9009-0.
- L, Oliveira; Costa-Neto CM; Nakaie CR (2007). „The angiotensin II AT1 receptor structure-activity correlations in the light of rhodopsin structure.”. Physiol. Rev. 87 (2): 565—92. PMID 17429042. doi:10.1152/physrev.00040.2005.
- Ariza AC, Bobadilla NA, Halhali A (2007). „[Endothelin 1 and angiotensin II in preeeclampsia]”. Rev. Invest. Clin. 59 (1): 48—56. PMID 17569300.
- Xia Y, Zhou CC, Ramin SM, Kellems RE (2007). „Angiotensin receptors, autoimmunity, and preeclampsia.”. J. Immunol. 179 (6): 3391—5. PMID 17785770.
- CA, Mauzy; Hwang O; Egloff AM (1992). „Cloning, expression, and characterization of a gene encoding the human angiotensin II type 1A receptor.”. Biochem. Biophys. Res. Commun. 186 (1): 277—84. PMID 1378723. doi:10.1016/S0006-291X(05)80804-6.
- Curnow KM, Pascoe L, White PC (1992). „Genetic analysis of the human type-1 angiotensin II receptor.”. Mol. Endocrinol. 6 (7): 1113—8. PMID 1508224. doi:10.1210/me.6.7.1113.
- Furuta H, Guo DF, Inagami T (1992). „Molecular cloning and sequencing of the gene encoding human angiotensin II type 1 receptor.”. Biochem. Biophys. Res. Commun. 183 (1): 8—13. PMID 1543512. doi:10.1016/0006-291X(92)91600-U.
- R, Takayanagi; Ohnaka K; Sakai Y (1992). „Molecular cloning, sequence analysis and expression of a cDNA encoding human type-1 angiotensin II receptor.”. Biochem. Biophys. Res. Commun. 183 (2): 910—6. PMID 1550596. doi:10.1016/0006-291X(92)90570-B.
- DJ, Bergsma; Ellis C; Kumar C (1992). „Cloning and characterization of a human angiotensin II type 1 receptor.”. Biochem. Biophys. Res. Commun. 183 (3): 989—95. PMID 1567413. doi:10.1016/S0006-291X(05)80288-8.
- Gemmill RM, Drabkin HA (1992). „Report of the Second International Workshop on Human Chromosome 3 mapping.”. Cytogenet. Cell Genet. 57 (4): 162—6. PMID 1683828.
- KM, Curnow; Pascoe L; Davies E (1996). „Alternatively spliced human type 1 angiotensin II receptor mRNAs are translated at different efficiencies and encode two receptor isoforms.”. Mol. Endocrinol. 9 (9): 1250—62. PMID 7491117. doi:10.1210/me.9.9.1250.
- MB, Marrero; Schieffer B; Paxton WG (1995). „Direct stimulation of Jak/STAT pathway by the angiotensin II AT1 receptor.”. Nature. 375 (6528): 247—50. PMID 7746328. doi:10.1038/375247a0.

## Spoljašnje veze
- „Angiotensin Receptors: AT1”. IUPHAR Database of Receptors and Ion Channels. International Union of Basic and Clinical Pharmacology. Архивирано из оригинала 28. 02. 2014. г.